# Список моделей Victoria's Secret
У статті наведено колишніх та теперішніх моделей Victoria's Secret. Жирним виділені поточні або колишні ангели Victoria's Secret.

## А
- Мішель Алвес
- Карен Александер
- Клара Алонсо
- Магалі Амадей
- Алессандра Амбросіу
- Міні Анден
- Май Андерсен
- Кейт Аптон
- Ана Паула Араужо

## Б
- Б'янка Балті
- Ана Беатріс Баррос
- Мішелль Басвелл
- Шоуна Бегвелл
- Мішелль Бегенна
- Лоррі Беглі
- Мелісса Бейкер
- Ельза Бенітес
- Тайра Бенкс
- Арлен Бекстер
- Летиція Біркоєр
- Кайлі Бісутті
- Марселл Біттар
- Лейлані Бішоп
- Джой Браянт
- Інгуна Бутане
- Жизель Бюндхен

## В
- Аліна Вакаріу
- Джессіка Вайт
- Джессіка Ван Дер Стен
- Фредерік ван дер Вал
- Вероніка Варекова
- Ерін Вассон
- Вероніка Вебб
- Алекс Век
- Патрісія Веласкес
- Ліу Вен
- Жакетта Вілер
- Рейчел Вільямс
- Сонанж Вілверт
- Едіта Вількевічіуте
- Каролін Вінберг
- Лінда Войтова
- Євгенія Володіна
- Магдалена Вробель
- Марія Вуйович
- Анна В'яліцина
- Луїза В'єнт

## Г
- Нейт Гантер
- Роузі Гантінгтон-Вайтлі
- Шалом Гарлоу
- Мелісса Гаро
- Тоні Гаррн
- Джессіка Гарт
- Ясмін Гаурі
- Ерін Гезертон
- Брег'є Гейнен
- Тріція Гелфер
- Емма Гемінг
- Єва Герцигова
- Ана Гікманн
- Крісті Гінце
- Есті Гінцбург
- Мікаела Главачкова
- Бріджет Голл
- Сюзан Голмс
- Джессіка Гомес
- Ельза Госк
- Тріш Гофф
- Джилл Гудекр
- Наталія Гоцій
- Ізабель Гулар
- Квіана Грант
- Марія Грегерсен
- Джорджина Гренвілл
- Елоїза Гюран
- Кімберлі Гілфойл
- Яна Гупта
- Фріда Густавссон
- Кірст Г'юм

## Д
- Софі Дал
- Катерина Даманкова
- Джорден Данн
- Ріа Дарем
- Джеймі Лі Дарлі
- Джина Девіс
- Ганна Девіс
- Даніела де Хусес Косіо
- Флавіа де Олівейра
- Емануела Де Паула
- Бруклін Декер
- Кара Делевін
- Сінтія Дікер
- Емілі ДіДонато
- Данієла Дімітровска
- Яміла Діас
- Лілі Дональдсон
- Деві Дріген
- Морган Дюблед

## Е
- Дані Еванс
- Енджі Евергарт
- Меган Евінг
- Сюзан Елдрідж
- Ліндсі Еллінгсон
- Карен Елсон
- Даніта Енджелл

## Є
- Лінда Євангеліста

## З
- Валентина Зелаєва

## І
- Селіта Ібенкс
- Катаріна Івановска
- Шанель Іман

## Й
- Доротеа Барт Йоргенсен

## К
- Кіара Кабукуру
- Анжеліка Калліо
- Естер Каньядас
- Кармен Касс
- Летиція Каста
- Шу Пей Квін
- Одрі Квок
- Лія Кебеде
- Карла Кемпбелл
- Наомі Кемпбелл
- Міранда Керр
- Даул Кім
- Джейм Кінг
- Вендеда Кірсбом
- Джессіка Кларк
- Рейчел Кларк
- Шеннен Клік
- Орелі Клодель
- Карлі Клосс
- Гайді Клум
- Кім Клут'є
- Тетяна Ковиліна
- Гейлінн Коген
- Мікаела Косіанова
- Гелена Крістенсен
- Еліс Кромбез
- Даутцен Крус
- Ольга Куриленко
- Кароліна Куркова

## Л
- Єва Лагуна
- Гінта Лапіна
- Мая Латинович
- Шакара Ладард
- Жасмін Ле Бон
- Ноемі Ленуар
- Анук Лепер
- Еббі Лі
- Адріана Ліма
- Марина Лінчук
- Анджела Ліндволл
- Сесілі Лопес
- Ванесса Лоренсо
- Тереза Лоуренсо
- Дамаріс Льюїс

## М
- Алі Майкл
- Катерін Маккорд
- Катерін Макнейл
- Елл Макферсон
- Ане Малі
- Нікола Мар
- Джозі Маран
- Джара Маріано
- Гезер Маркс
- Одрі Марнай
- Валерія Масса
- Гайді Маунт
- Елен Ірвін Мелленкемп
- Аріель Мередіт
- Діана Мешарос
- Ана Клаудія Мішелс
- Еніко Міхалік
- Алісса Міллер
- Маріса Міллер
- Лізалла Монтенегро
- Фернанда Мотта
- Енді Муйз
- Астрід Муньйос
- Арізона М'юз
- Карен Мюлдер

## Н
- Алін Накашима
- Аюма Насеняна
- Петра Немцова
- Чандра Норт

## О
- К.Д. Обер
- Лана Огілві
- Лілі Олдрідж
- Райка Олівейра
- Олучі Онвегба
- Джулі Ордон

## П
- Барбара Палвін
- Татяна Патітц
- Кармен Педару
- Даніела Пештова
- Олександра Пивоварова
- Беверлі Піл
- Наталія Полі
- Пауліна Порізкова
- Бехаті Прінслу
- Аліна Пускау

## Р
- Рі Расмуссен
- Уйвала Раут
- Френкі Рейдер
- Гіларі Рода
- Каролін Рібейру
- Лаїш Рібейру
- Інес Ріверо
- Меггі Різер
- Рейчел Робертс
- Джорджианна Робертсон
- Коко Роча
- Ребекка Ромейн
- Паня Роуз
- Влада Рослякова
- Аня Рубік

## С
- Алісса Сазерленд
- Фабіана Сампребом
- Даніелла Сараїба
- Інес Састре
- Кендіс Свейнпол
- Ланді Свейнпол
- Керрі Селіон
- Стефані Сеймур
- Інгрід Сейнгев
- Канг Сеюнг-Хуйн
- Евгенія Сільва
- Моллі Сімс
- Адріана Скленарікова
- Джоан Смаллс
- Ембер Сміт
- Кім Сміт
- Мішелль Рей Сміт
- Арленіс Соса
- Джессіка Стам
- Джилія Стегнер
- Алі Стефенс
- Сара Стефенс
- Гезер Стюарт-Вайт
- Лара Стоун
- Ромі Стрейд
- Кася Струсс
- Іфке Стурм
- Гана Сукупова

## Т
- Шираз Тал
- Фабіана Тамбозі
- Фернанда Таварес
- Еліз Тейлор
- Нікі Тейлор
- Крістін Тейген
- Фаб'єнн Тервінге
- Каролін Трентіні
- Ніколь Трунфіо

## У
- Даніела Урсі

## Ф
- Алмудена Фернандес
- Лухан Фернандес
- Барбара Фіалью
- Манон фон Геркан
- Ізабелі Фонтана
- Магдалена Фраков'як
- Бетте Франке
- Ліндсі Фрімондт

## Х
- Суй Хе

## Ц
- Ракель Циммерманн

## Ш
- Ірина Шейк
- Шаніна Шейк
- Клаудія Шиффер
- Жейсу Шіміназзу
- Вера Шоттертова

## Щ
- Катерина Щокіна

## Я
- Констанс Яблонскі
- Жаклін Яблонскі
- Анна Ягодзинська
- Кара Янг
- Фамке Янссен

## Моделі за країнами
У таблиці наведені країни, з якої хоча б одна модель була «ангелом»
| Країна            | Кількість моделей | З них «ангелів» |
| ----------------- | ----------------- | --------------- |
| США               | 76                | 8               |
| Бразилія          | 29                | 4               |
| Австралія         | 14                | 1               |
| Велика Британія   | 11                | 1               |
| Франція           | 10                | 1               |
| Чехія             | 9                 | 2               |
| Нідерланди        | 7                 | 2               |
| Німеччина         | 6                 | 1               |
| Аргентина         | 5                 | 1               |
| Данія             | 4                 | 1               |
| ПАР               | 2                 | 1               |
| Кайманові Острови | 1                 | 1               |
| Намібія           | 1                 | 1               |